# Рокка-Приора
Рокка-Приора (итал. Rocca Priora) — коммуна в Италии, располагается в регионе Лацио, подчиняется административному центру Рим.
Население составляет 9563 человека, плотность населения составляет 342 чел./км². Занимает площадь 28 км². Почтовый индекс — 040. Телефонный код — 06.
Покровителем коммуны почитается святой Себастьян, празднование 20 января.